# Ócsai Madárvárta

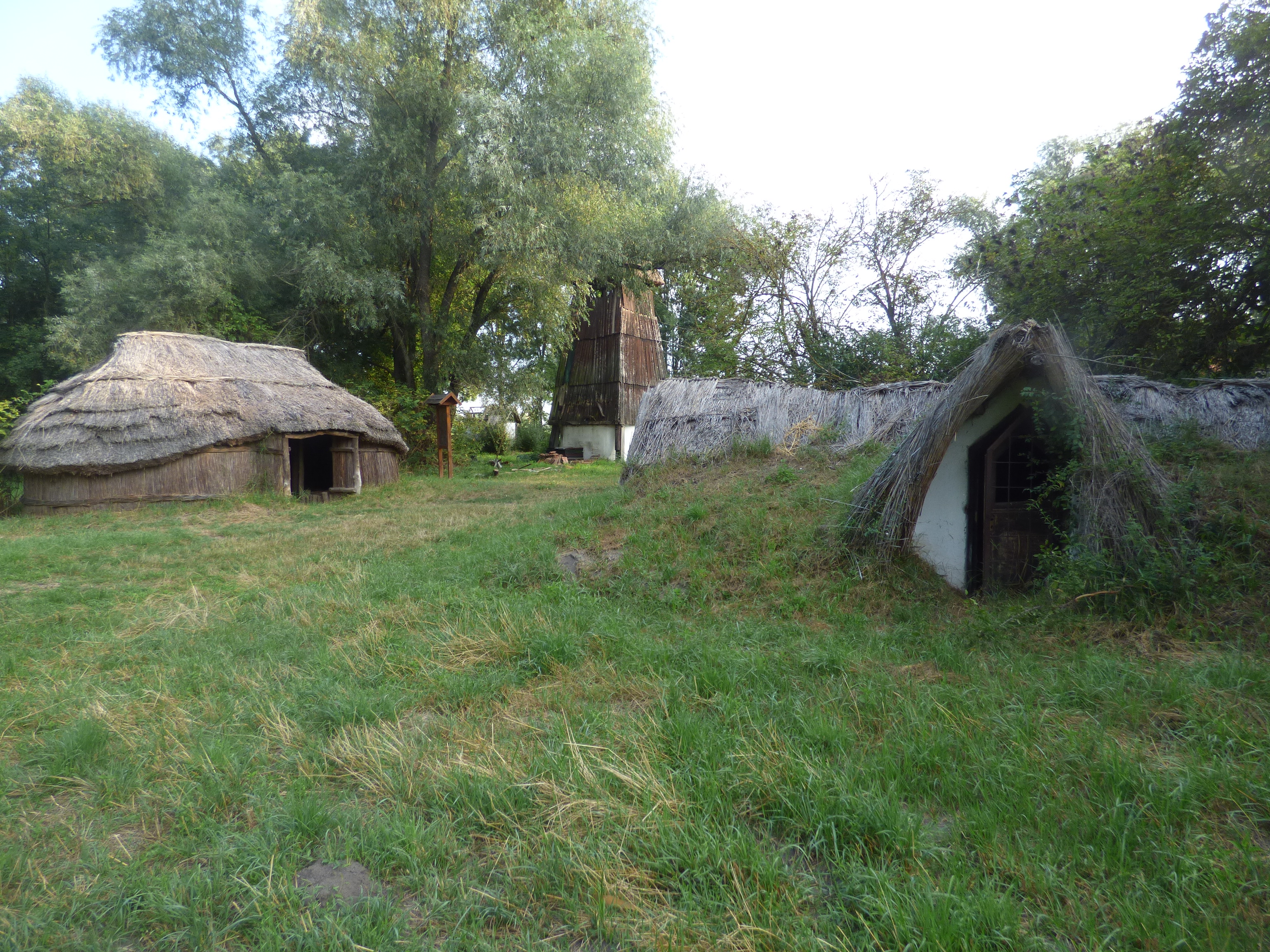
Az Ócsai Madárvárta régi épületei 2017 nyarán

Az Ócsai Madárvárta Pest vármegyében, az Ócsai Tájvédelmi Körzetben működő ornitológiai és természetvédelmi létesítmény, amely az 1980-as években jött létre Csörgő Tibor ornitológus és társai kezdeményezésére, és azóta is megszakítás nélkül működik, az Actio Hungarica gyűrűzőtábor-hálózat részeként. Fenntartását 1992 óta egy önálló egyesület, az Ócsai Madárvárta Egyesület végzi. Magyarország legjelentősebb madárgyűrűző állomásai közé tartozik, ahol nemcsak a tavaszi és az őszi madárvonulási időszakban, de egész évben folyik a kutatómunka.

## Története

### Előzmények, kezdetek
Csörgő Tibor fiatal ornitológus kutatóként az 1970-es évek közepétől vett részt, eleinte egyszerű táborozóként, idővel szervezőként madárgyűrűző táborokban a Velencei-tó melletti dinnyési nádasokban. Balszerencséjére azonban a tábor kutatási területe "összeért" az Apró Antal közvetlen érdekkörébe tartozó vadásztársaság területével. Emiatt az 1980-as évek elejére már rendszeressé vált a táborozók indokolatlan hatósági zaklatása, ami elől menekülve Csörgő jobb híján új helyet keresett. 
Szerencsés fejlemény volt, hogy 1981-ben megbízást kapott arra, hogy gyűjtsön ritka rovarokat – tegzeseket, kérészeket – az elvileg már 1975 óta védett, de valójában alig ismert ócsai turjánvidéken, illetve próbáljon meg képet alkotni a helyi madárvilágról. Bár akkor járt a területen először, egyből beleszeretett a helybe, dacára annak, hogy az akkori látvány még nagyon lehangoló volt - rozsdás kisvasúti sínek húzódtak szerte a területen, az 1950-es évek elején megkezdett, majd felhagyott tőzegbányászat emlékeként, és sok helyütt szemétdombok éktelenkedtek.
A megfelelő infrastruktúrák azonban adottak voltak, amik lehetővé tették egy madárvárta létesítését a terület északnyugati csücske közelében, ezért már 1983-tól elkezdtek száraz sátorhelyeket kialakítani a szeméthalmok földdel való lefedésével. A folytatásban kutat fúrattak, aztán apránként felépültek a létesítmény első olyan építményei, amik már fedett szállásként is szolgálhattak. Az évtized második felében már állt a madárvárta háromszintes tornya, mely alvó- és tárolóhelyként is funkcionálhatott, felső szintjét pedig kilátóként is lehetett hasznosítani. A későbbi időszakban a madárvártán néhányszor tűz is pusztított – 2007-ben az egyik, nádtetős épület porig égett –, a később emelt épületek ezért már tűzállóbb anyagokból épültek.

### A madárvárta ma
A madárvártához tartozó területen jóformán a kezdetektől fogva állandó helyeken állnak az egyforma hosszúságú madárfogó hálók, hiszen a befogás pontos helye már önmagában jó információt kínál arról, hogy a terület egyes madárfajai merre mozognak, milyen élőhelyeket kedvelnek, így az évről évre folyamatosan előálló adatsorok összehasonlíthatósága is biztosított. A 12 méter hosszú és 2,4 méter magas függönyhálókból 120 darab van felállítva a madárvárta környezetében található, változatos biotópokban. A hálókat csak extrém időjárási viszonyok között tartják összehúzva – a gyűrűzőtáborokra vonatkozó törvényi előírásokhoz igazodva –, egyébként a madárvártán egész évben zajlik a gyűrűzőmunka, önkéntesek részvételével.
Az alapítása azóta eltelt több mint három évtizedes időszakban a madárvárta ezerszám látta vendégül a terület élővilága iránt érdeklődő diákokat és kutatókat. A madárvártához két tanösvény is tartozik, melyek bizonyos szakaszokon megközelítik a kihelyezett madárfogó hálósort is. A madárvárta egyetemi képzési és kutatóhely is, valamint hivatalos felkészülési helyszín azok számára, akik madárgyűrűző vizsga letételére jelentkeznek. A létesítményt 1992 óta az itt dolgozó szakemberek által létrehozott és működtetett Ócsai Madárvárta Egyesület tartja fenn, az alapításkor 18 fővel indult, azóta több száz tagúra duzzadt szervezet munkáját Csörgő Tibor mellett több egyetem és kutatóhely szakemberei irányítják.
A madárvártán évente 80-100 madárfaj átlagosan 20 ezer egyedét fogják be és gyűrűzik meg. Az eddig befogott madarak száma megközelíti a félmilliót, amelyek közül több száz került visszafogásra a világ olykor egészen távoli pontjain, sőt felmerültek már az itt folyó kutatás során kimondottan extrém, érdekes kérdések is. Előfordult például olyan eset, hogy egy vörösbegyen olyan kullancsfajt találtak, amely hazánkhoz legközelebb Marokkóban őshonos, ráadásul az élősködőből egy Egyiptomban előforduló kórokozót is ki tudtak mutatni – a különös megfigyelésre több magyarázatot is lehetséges, de ezek feltehetőleg mind összefüggenek a klímaváltozással.
Az Ócsai Madárvárta Egyesület honlapja a www.omve.hu.

## Megközelítése
A madárvárta Ócsa lakott területének nyugati szélétől néhány száz méterre található, az 5-ös főutat a 4604-es úttal (Ócsa főutcájával) összekötő 46 104-es számú mellékútról egy-két perces sétával elérhető.

## Képgaléria

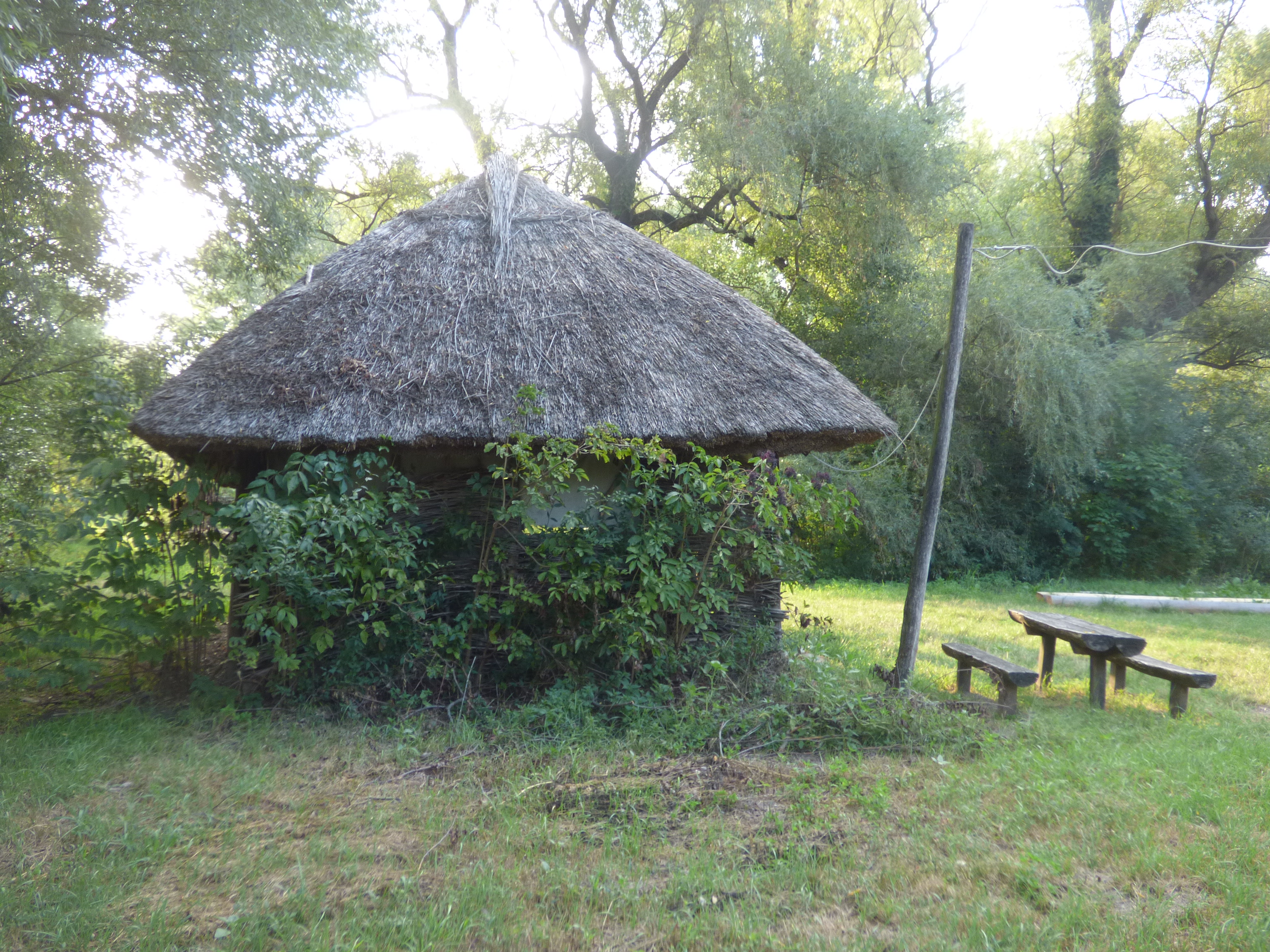
A madárvárta egyik régebbi épülete
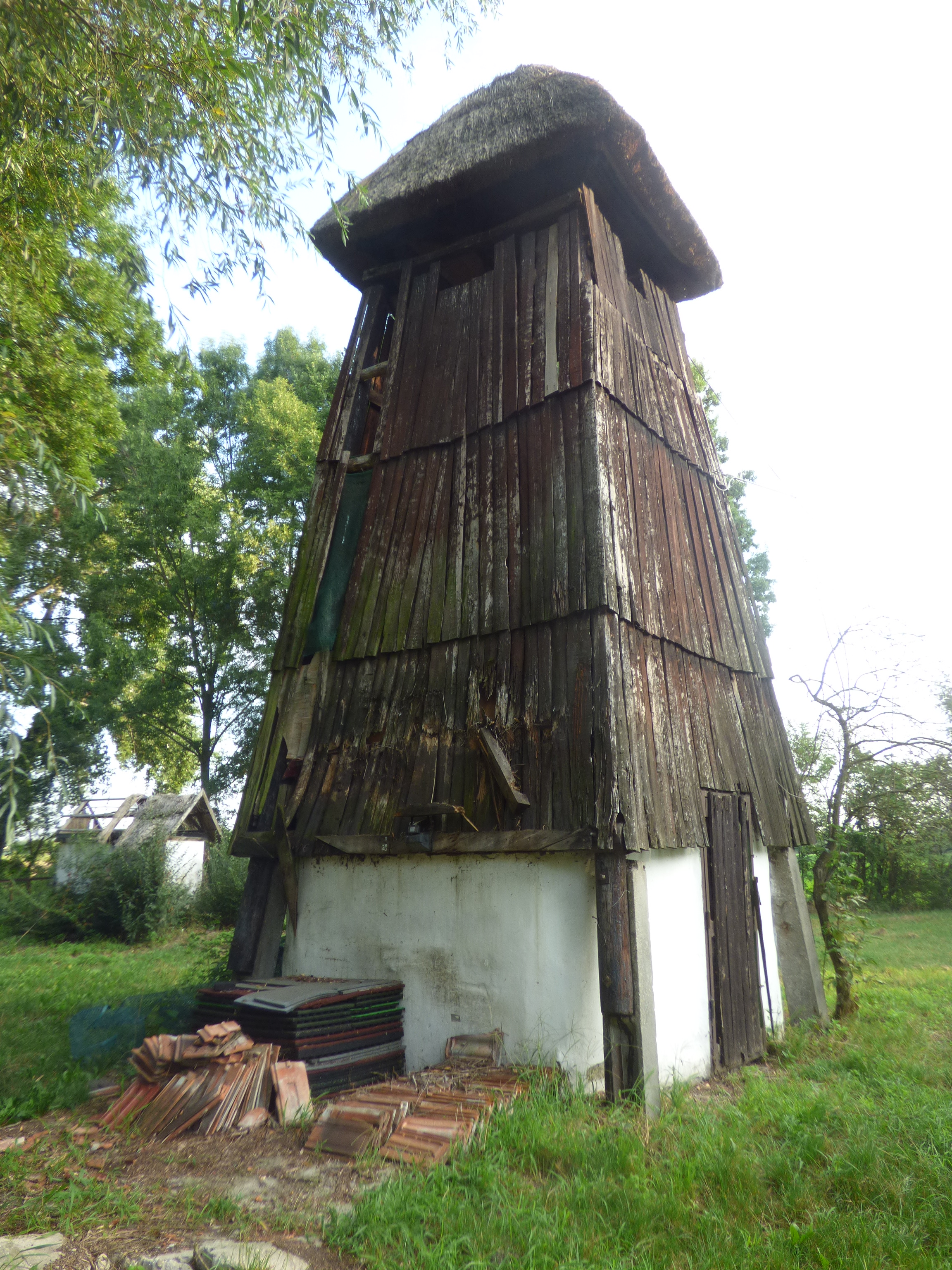
A madárvárta régi kilátótornya
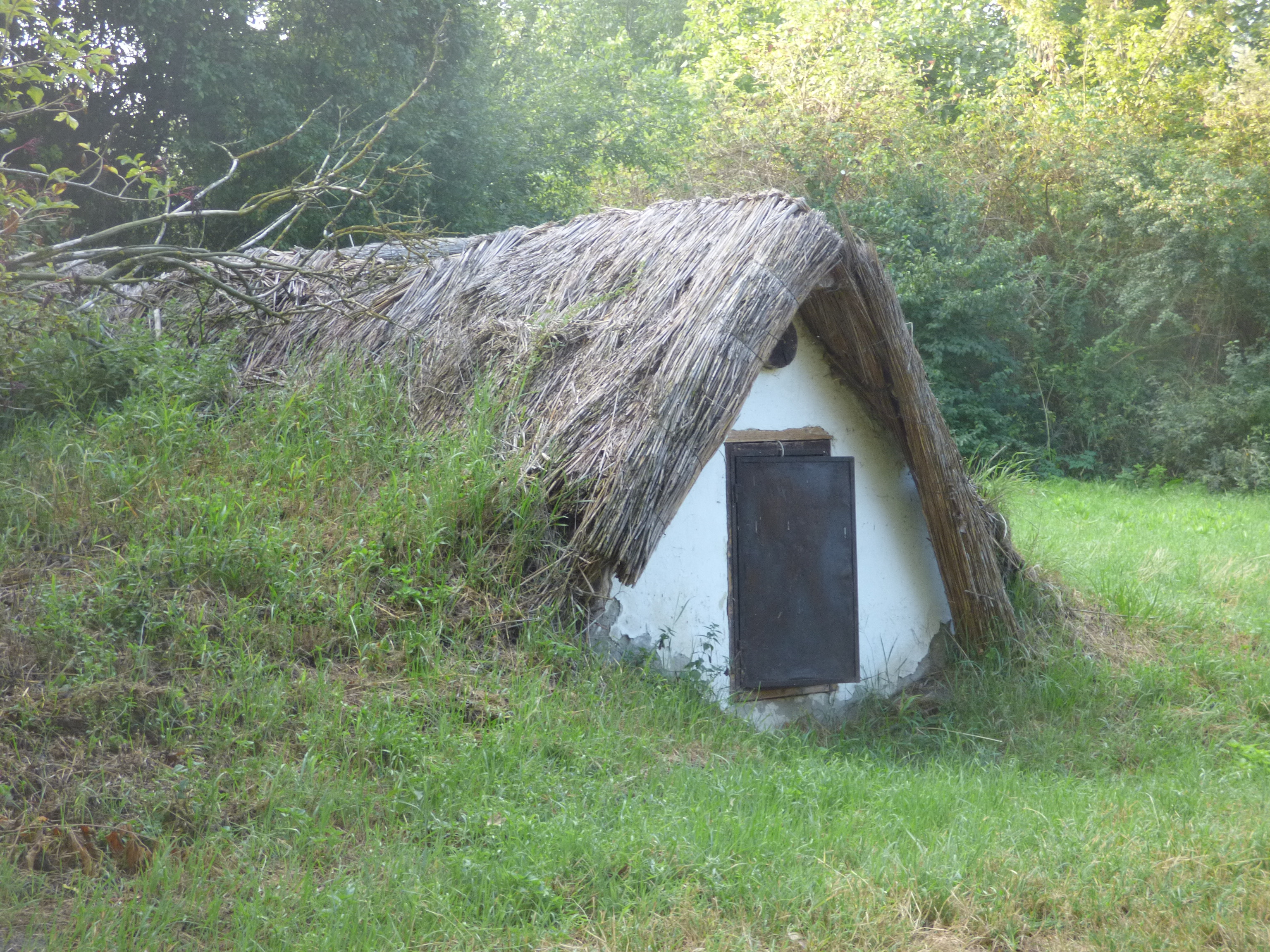
A madárvárta egyik régi épülete
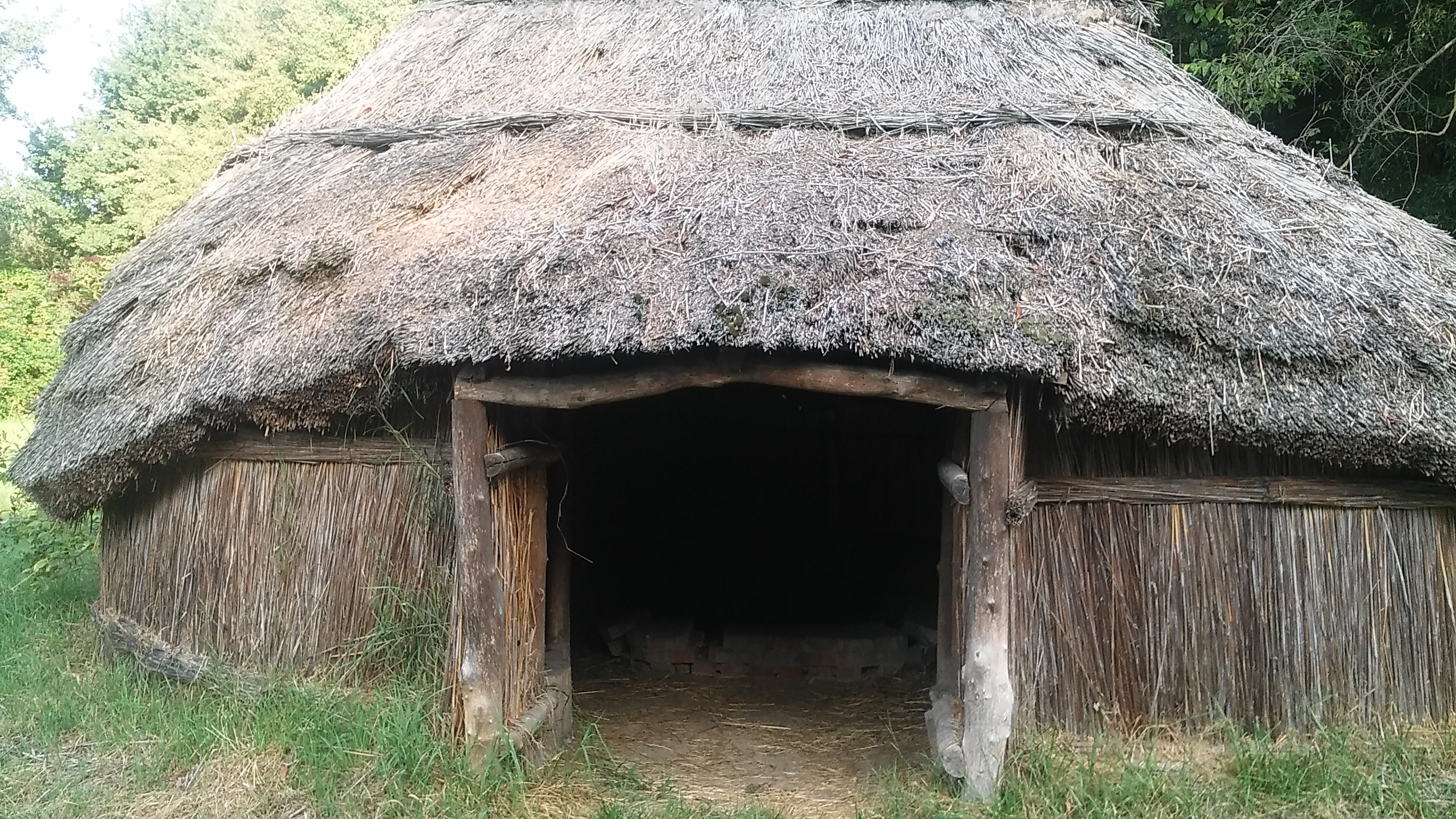
A madárvárta régi épületeinek egyike
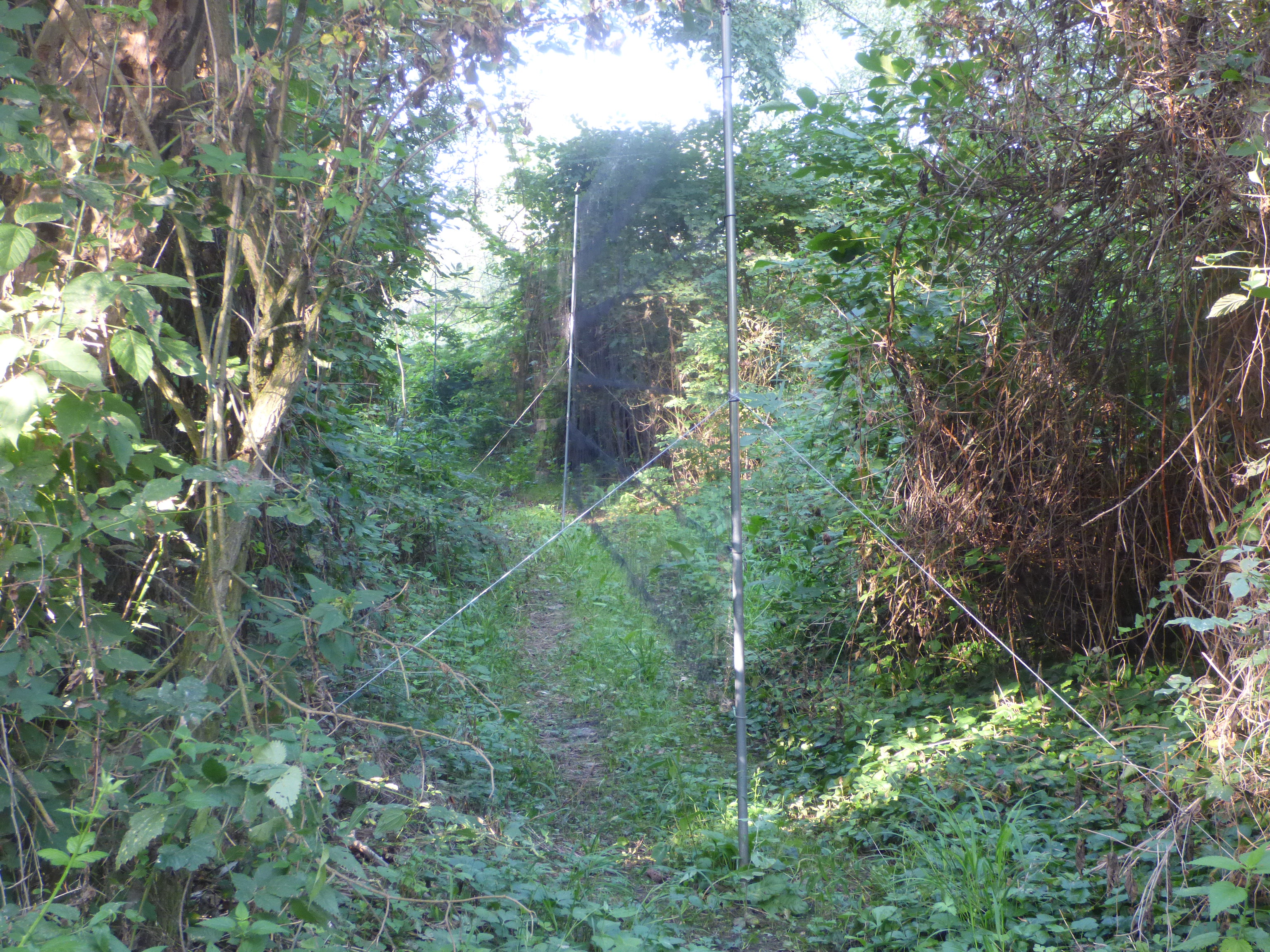
A madárvárta egyik hálóállása
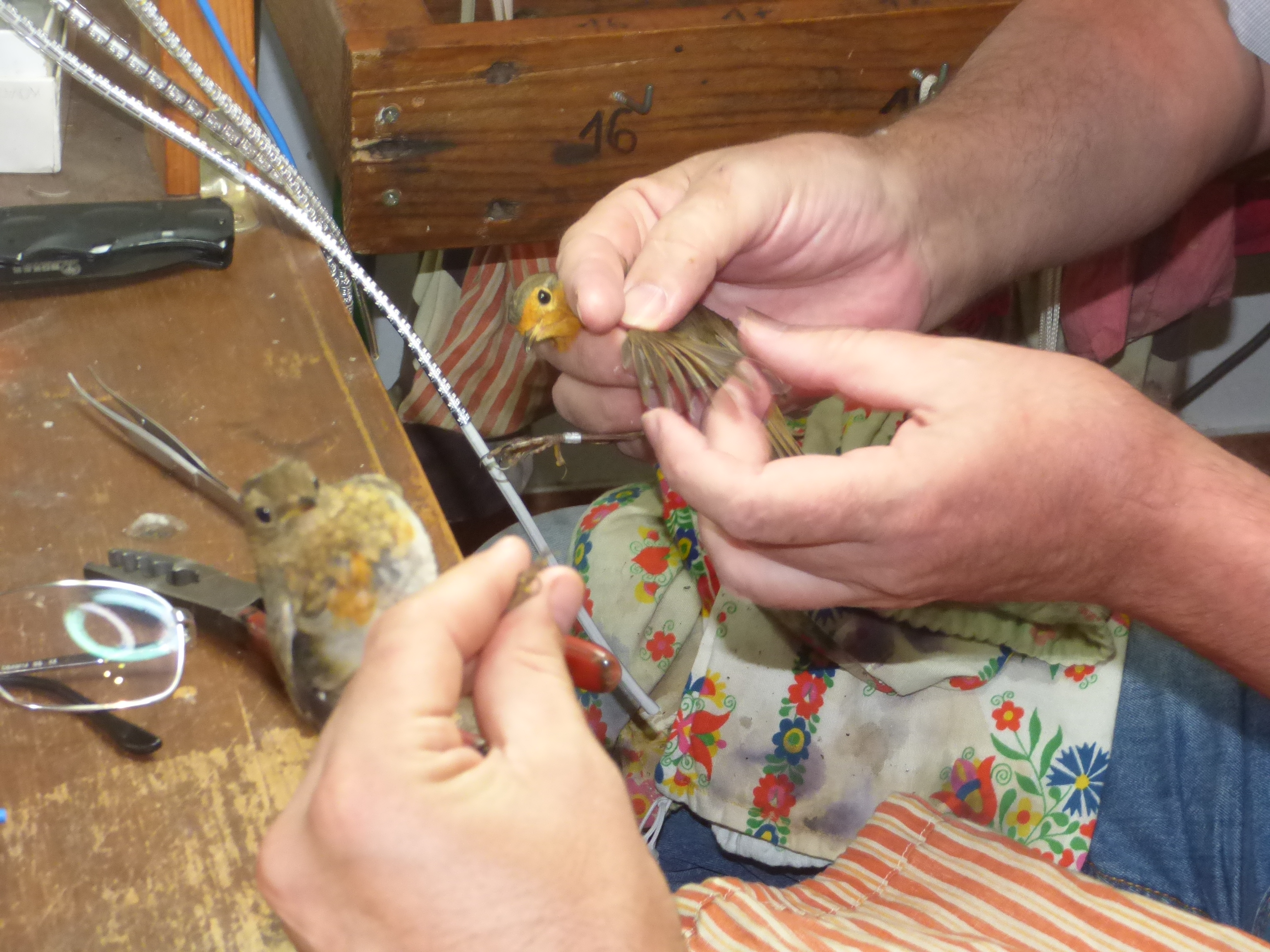
Fiatal és felnőtt vörösbegy gyűrűzése az Ócsai Madárvártán
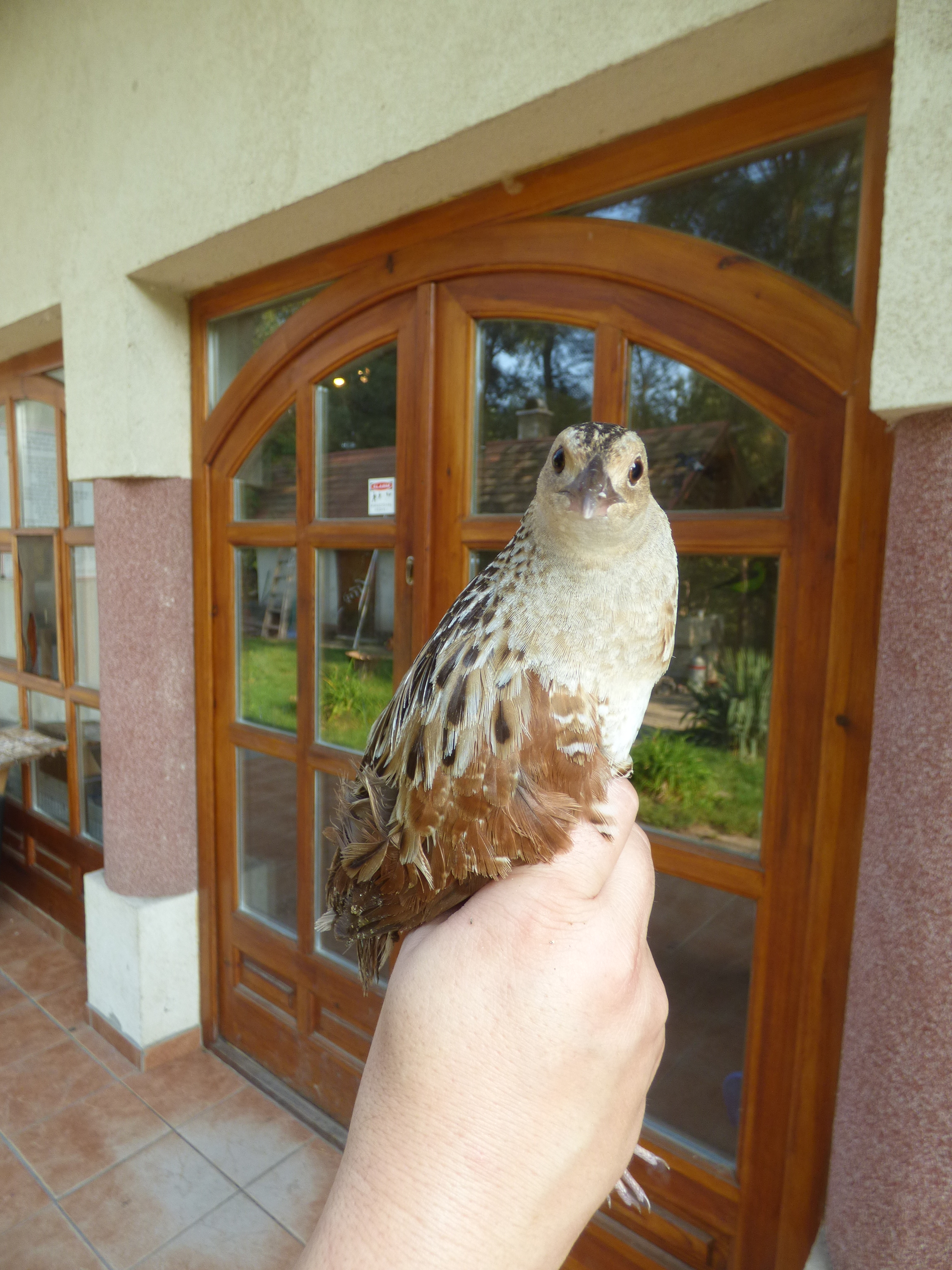
Gyűrűzött haris a madárvárta új épülete előtt
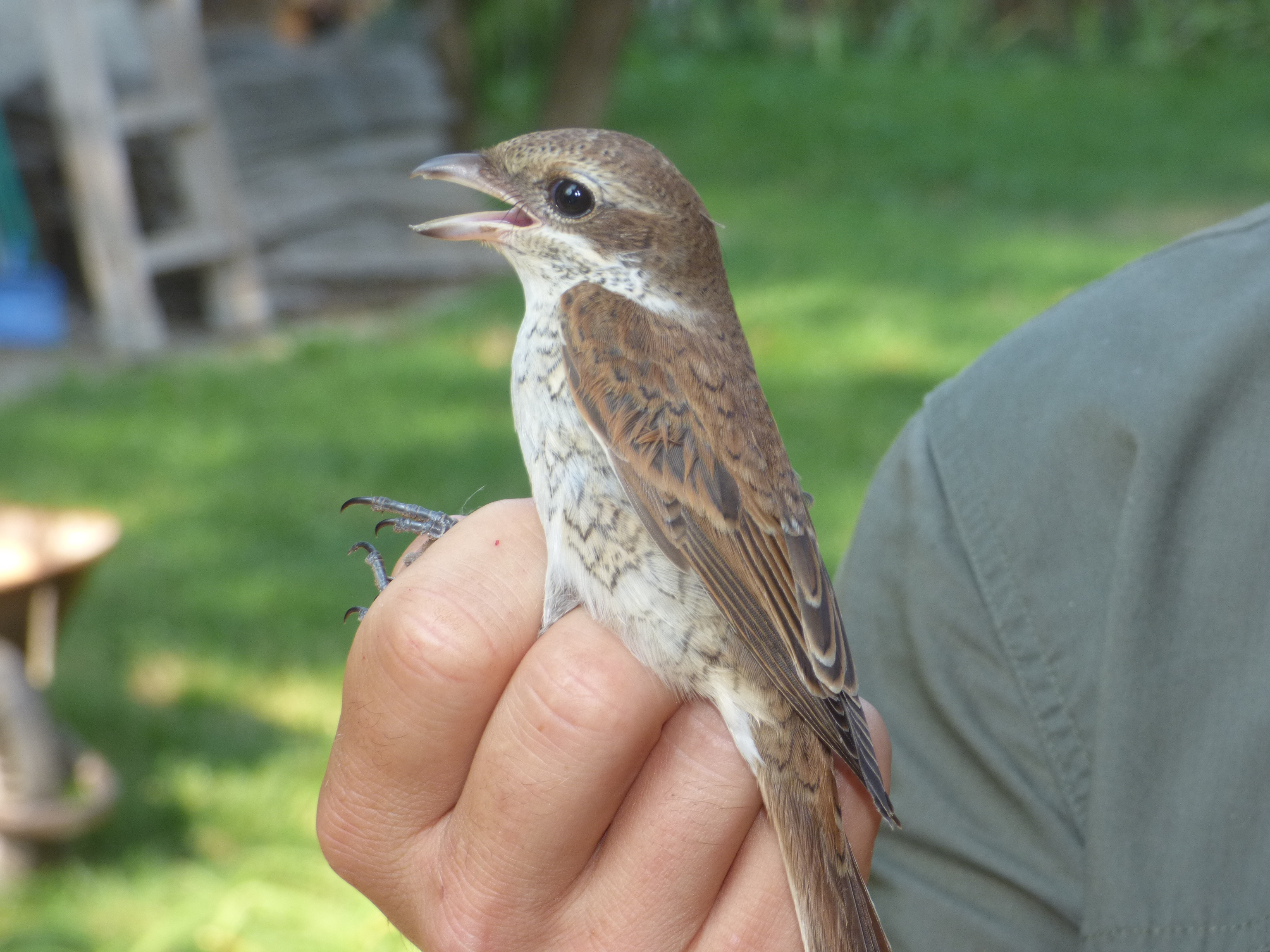
Gyűrűzött tövisszúró gébics az Ócsai Madárvártán
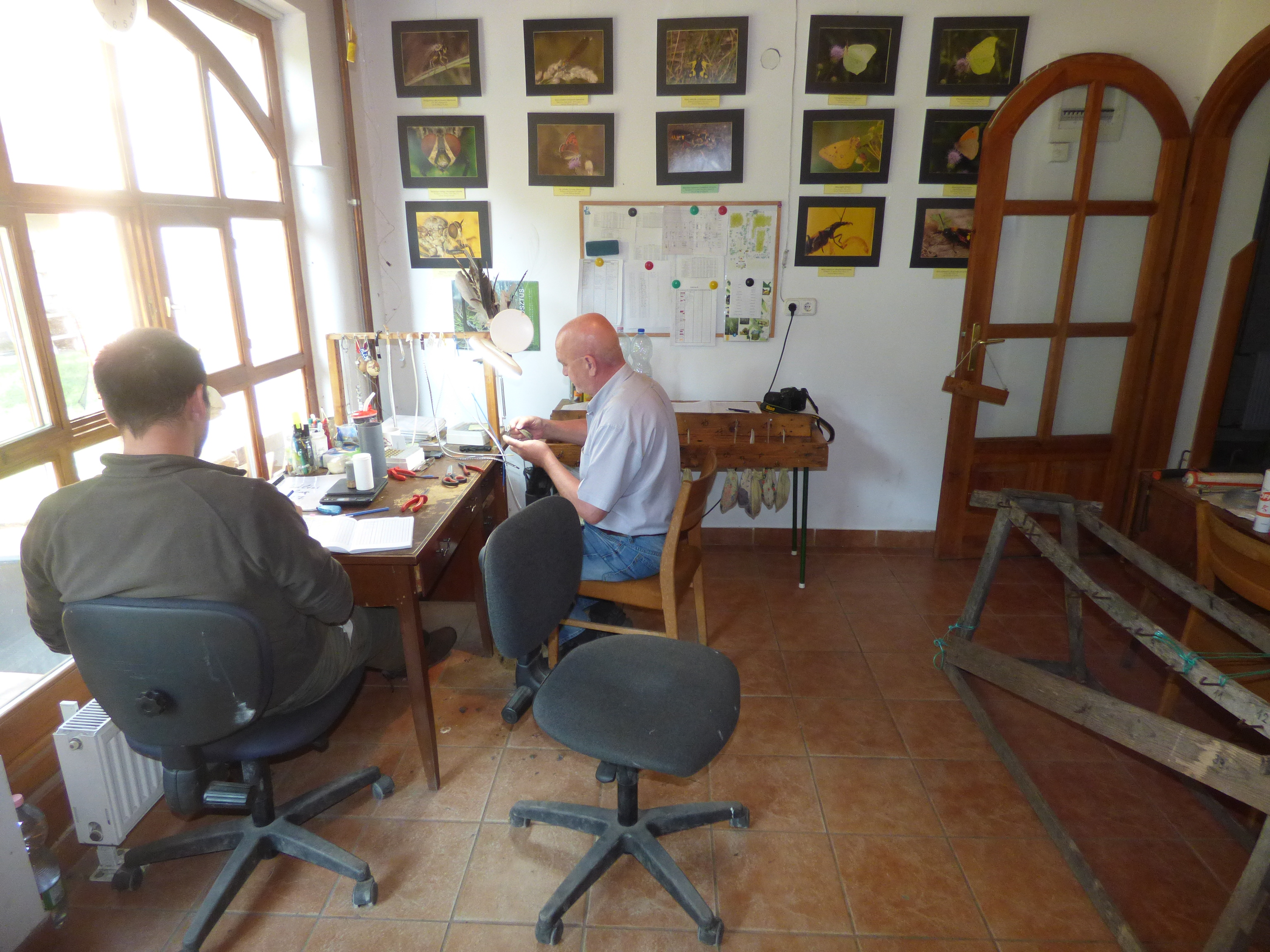
Gyűrűzőhelyiség az Ócsai Madárvárta új épületében
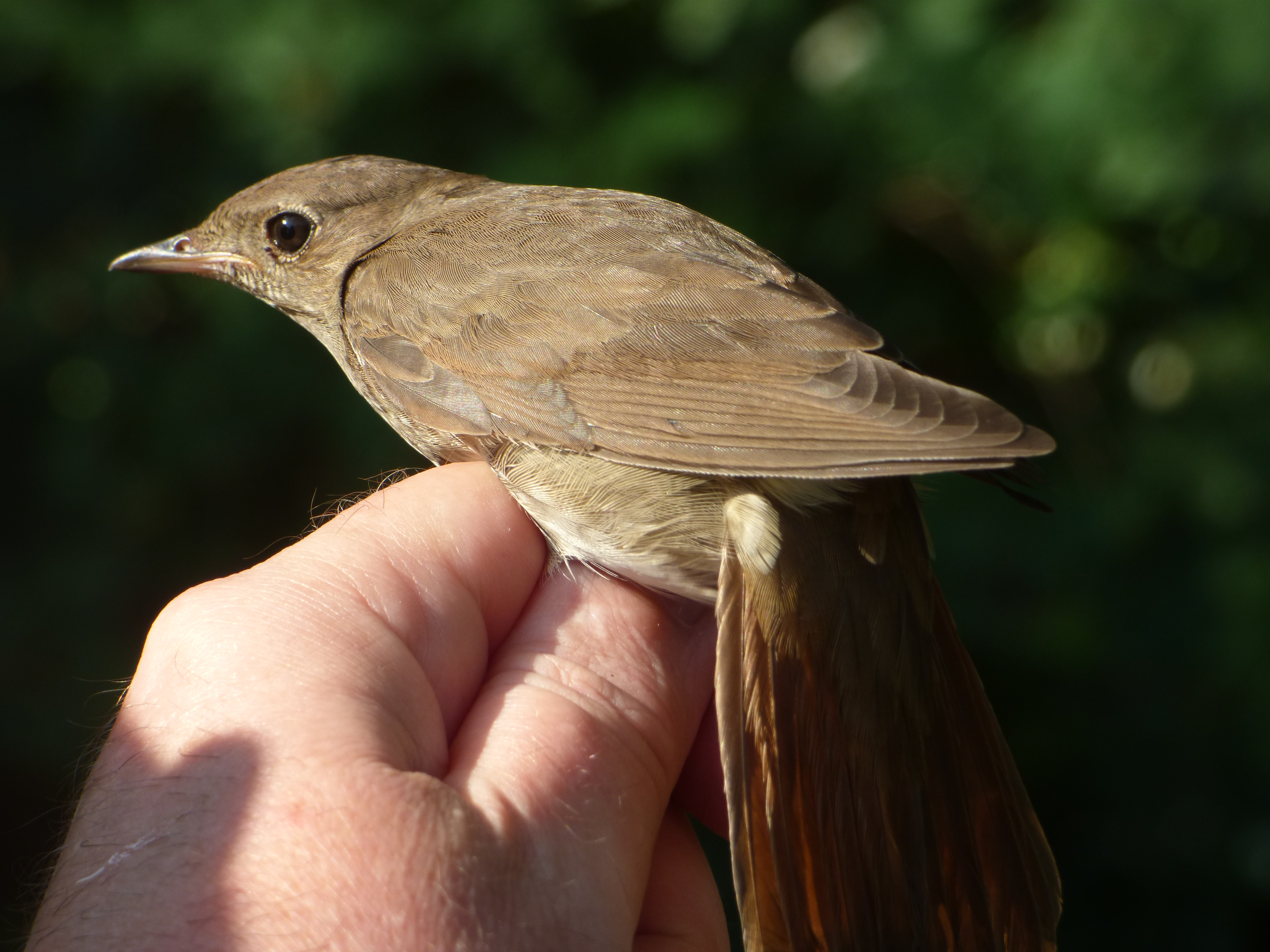
Gyűrűzött nagy fülemüle az Ócsai Madárvártán
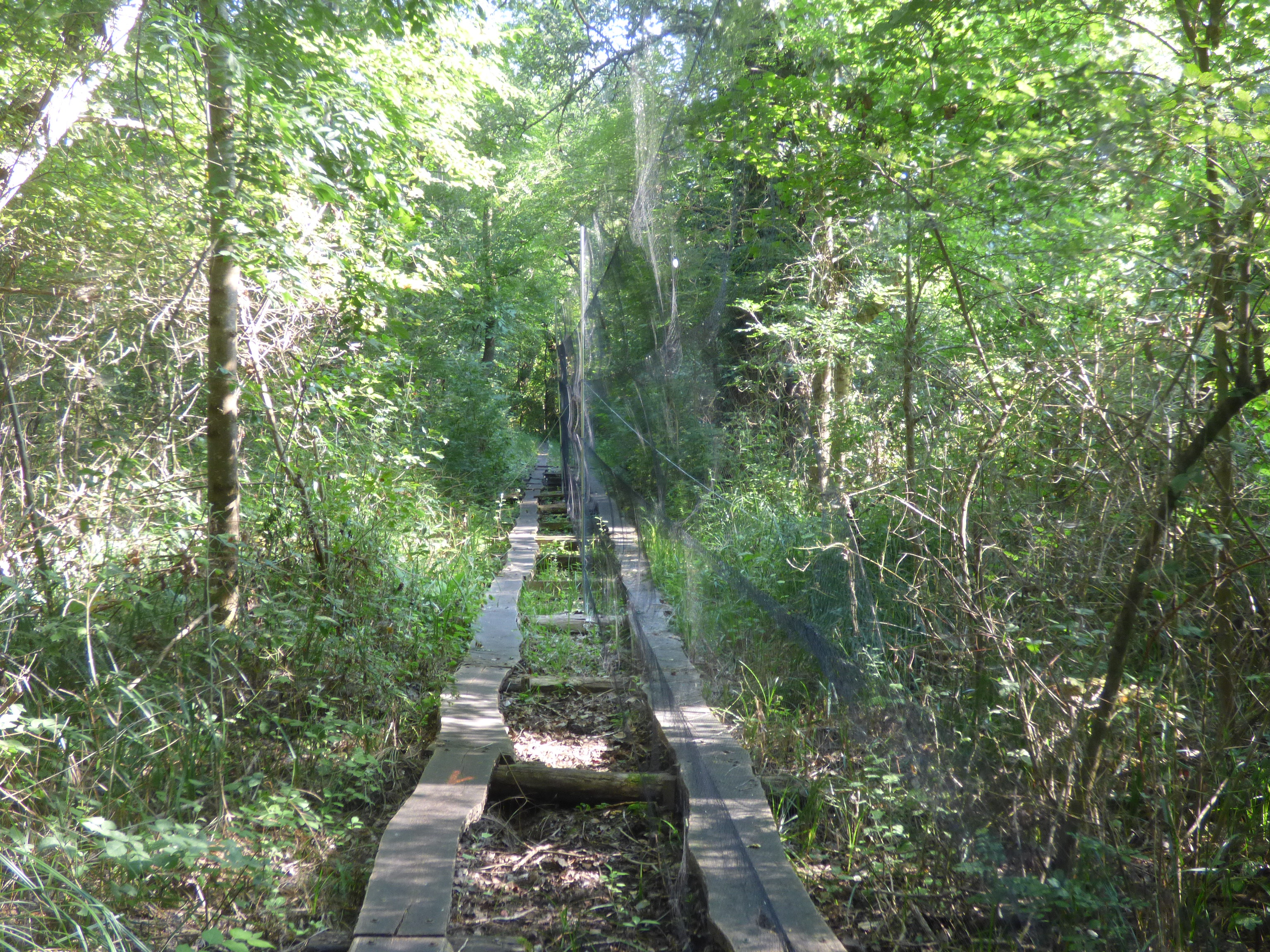
A madárvárta egyik hálóállása
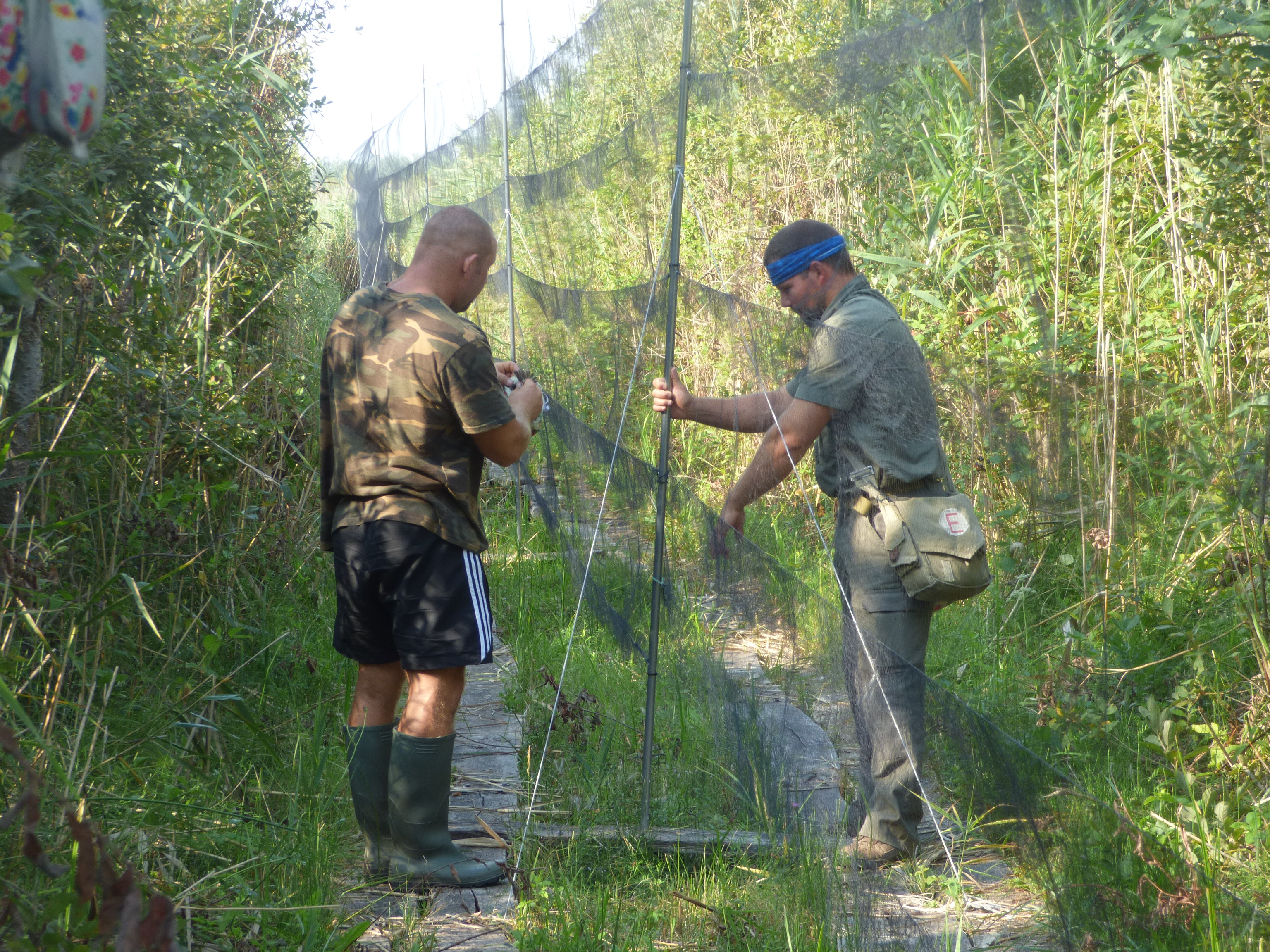
Hálóellenőrzést végzők az egyik hálóállásnál
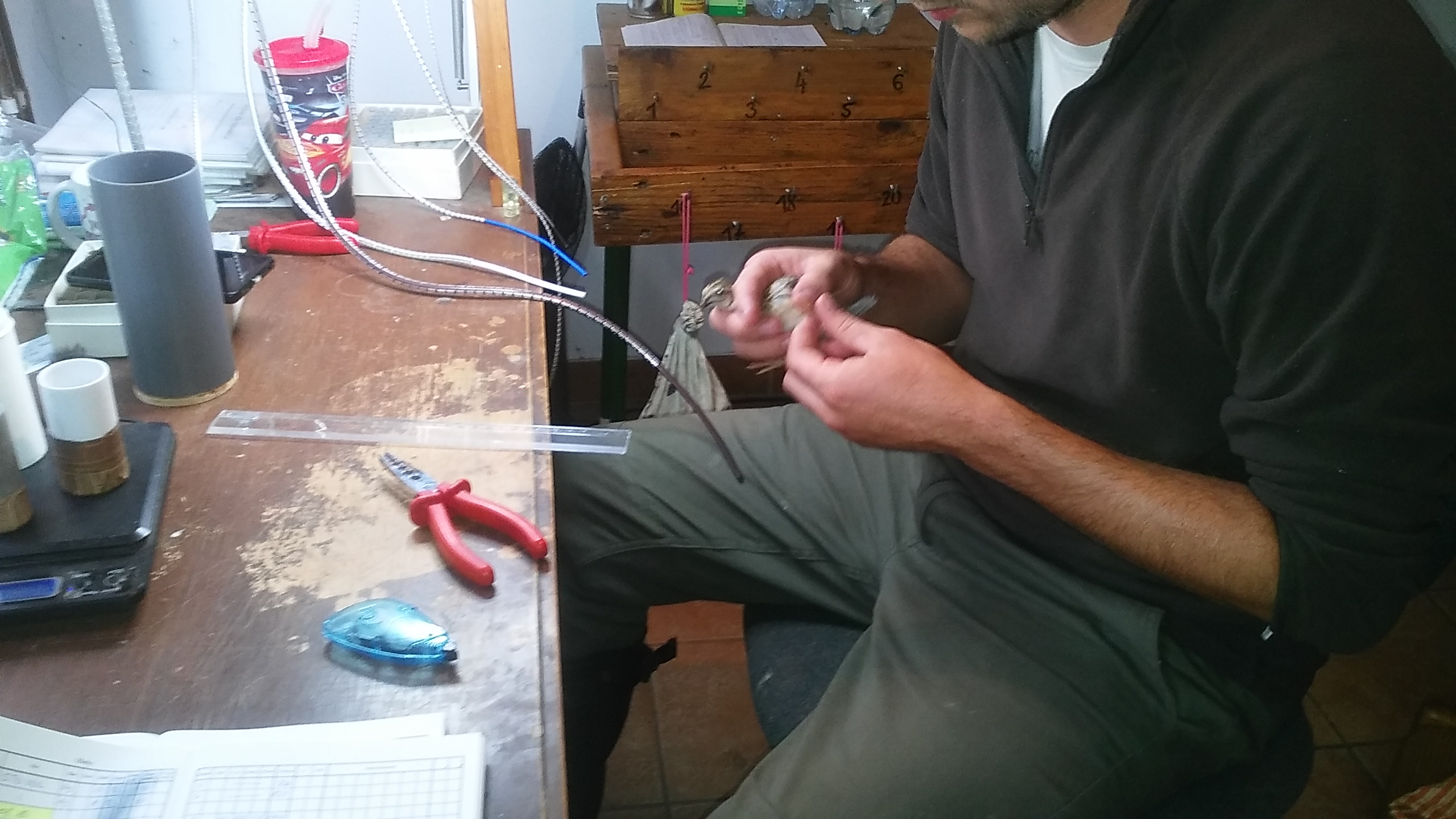
Fürj gyűrűzése
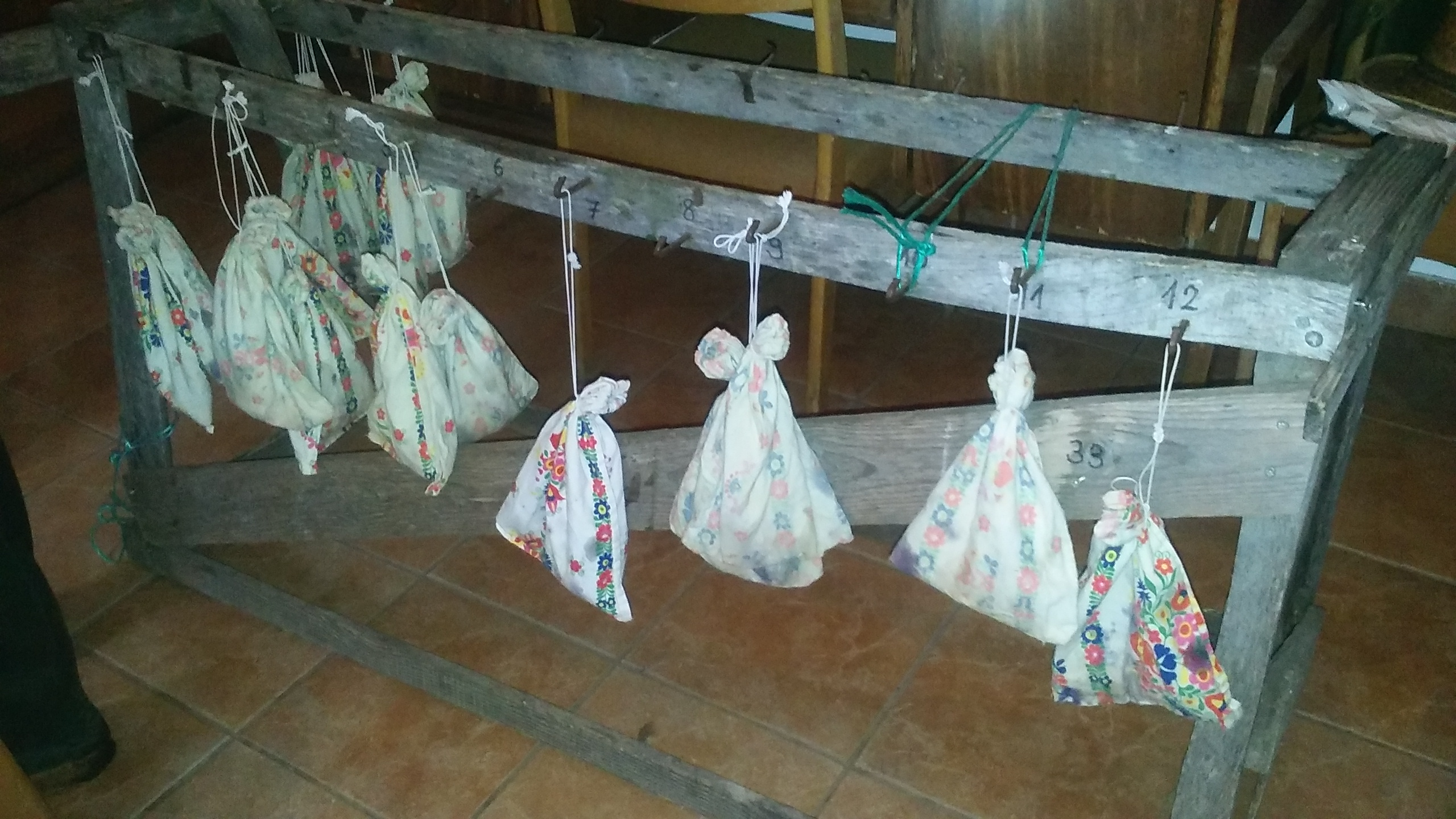
Könnyű vászonzacskókban várnak a madarak a gyűrűzésre
Dekoráció a madárvárta új épületének falán
Dekoráció a madárvárta új épületének falán
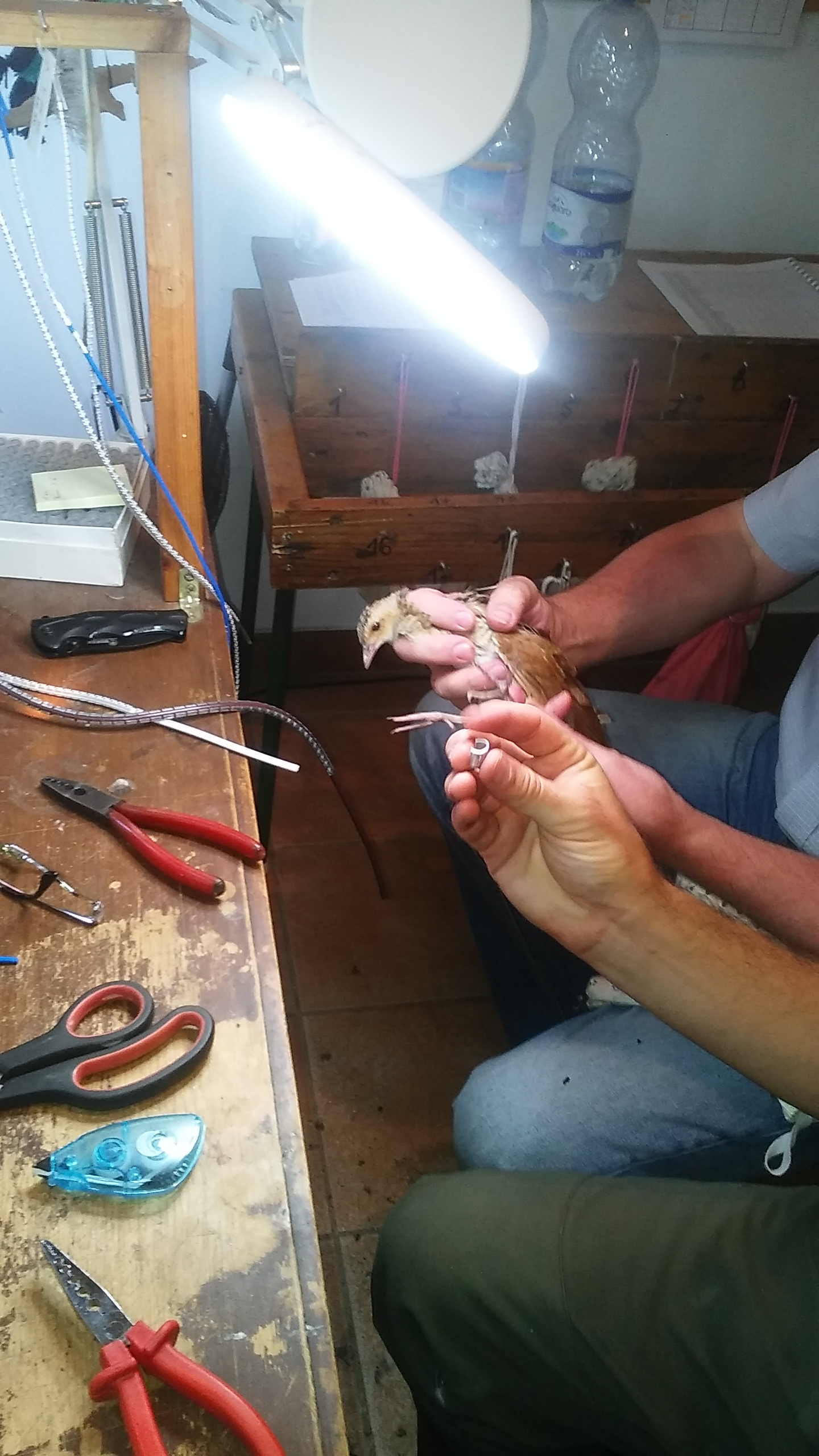
Haris gyűrűzése az Ócsai Madárvártán
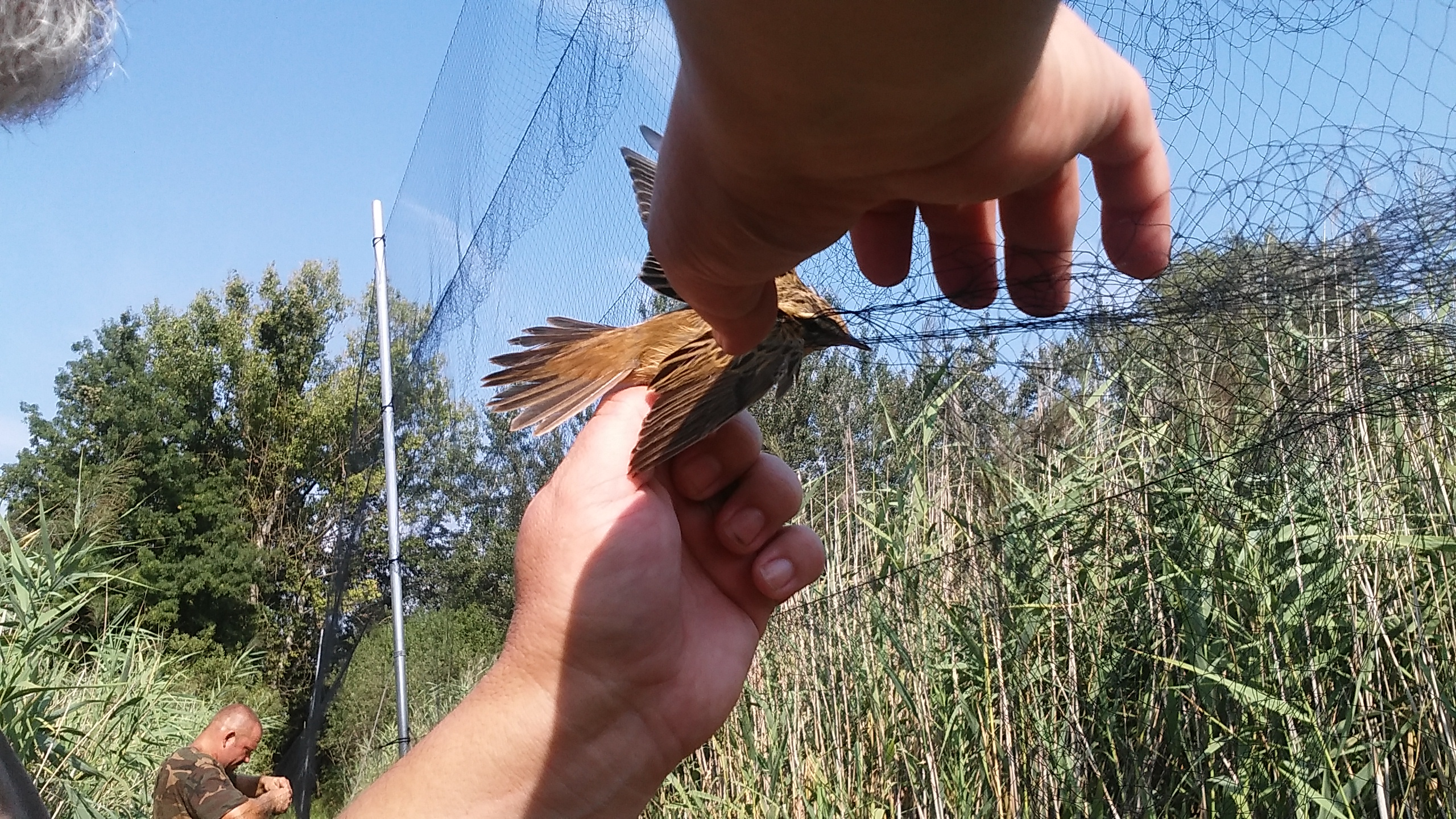
Madárszedés függönyhálóból (foltos nádiposzáta)